# Вестчестер (Илиноис)
Вестчестер (енгл. Westchester) град је у америчкој савезној држави Илиноис.

## Демографија
По попису из 2010. године број становника је 16.718, што је 106 (-0,6%) становника мање него 2000. године.
| Група             | 2000.          | 2010.          |
| Белци             | 13.919 (82,7%) | 11.018 (65,9%) |
| Афроамериканци    | 1.212 (7,2%)   | 2.389 (14,3%)  |
| Азијати           | 579 (3,4%)     | 664 (4,0%)     |
| Хиспаноамериканци | 956 (5,7%)     | 2.485 (14,9%)  |
| Укупно            | 16.824         | 16.718         |